# 地方行政首长
地方行政首长:58或称地方长官:153、地方行政长官:57、行政长官:53:58、行政主官:104是地方行政机构（地方政府）的最高负责人，主导地方行政。
地方行政首长或独立领导地方行政机构，或与某一委员会、某些官员共同领导地方行政机构。有两种常见任命形式，一是上级地方政府或中央政府任命（多为单一制国家，如中华人民共和国），二是，通过地方議會选举产生（多为联邦制国家，如美国）。近代以前，地方行政首长仅向中央政府或上级政府负责。因地方代议机制建立和民主政治发展，地方行政首长权力受到限制:58。
在中央集权制下，中央政府能否有效控制地方行政首长，是其政治体制保持正常运作的基础:153。

## 各地

### 中国
中国古代各级地方政府与主要官员的职称，因政权更迭、行政变更不断变化。夏商时代的“方国”是部落联盟的延续，并非后世的地方政权（地方政府）。西周的诸侯国和邑是分封制的产物，在行政上被认为有“地方政权的某些性质”:34。
起源于西周的郡县制，到战国时代，应因中央集权的需要逐步成熟。秦灭六国后，推行郡县制，巩固中央集权，构建起郡、县两级的地方政府架构。后世中央政府大都设置两至四层的地方政府架构，任命职称不同的行政长官。至清朝灭亡时，县都是中国行政区划体系中稳定的基层行政区单位，縣政府（县衙）亦是中央政府设置的最末层地方政府。郡县制下，郡的行政长官称守，即郡守。县的行政长官，万户以上称令，即县令；万户以下称长，即县长:34，而县长这一职称沿用至今。
当代研究者指出战国时期，楚国称呼县的行政长官多为县公，县尹则较少。其地被秦国攻占，仍留有这种称呼方式的痕迹:60。秦朝的县行政长官称谓有三种：令、啬夫、守:104。县啬夫、大啬夫或是对县行政长官的泛指称呼:53，55。至汉代，县行政长官称谓固定于县令、县长:104。西汉时，郡县制和分封制并行。分封王国和侯国的行政首长由朝廷任命，诸侯王和列侯为虚君。汉景帝时，郡守改称太守。东汉后期，郡之上的州成为一级行政区，行政长官称州牧。魏晋时，多由都督兼领州刺史:35。
隋灭南陈后，改郡为州，以刺史为州的行政长官。唐朝初期沿用隋朝制度:35。同时，多以李唐宗室出任刺史。唐太宗提出的宗室子弟“世袭刺史”政策在群臣的反对下被迫收回。而宗室勋贵出任刺史的现象持续到武则天执政时期。武则天对李唐宗室、权贵在内的各类政敌的清洗，以及科举的推行，打破此类人士对中央和地方政权的垄断。地方行政长官由“世袭性的门阀地主阶级”出身转向“以科举制为杠杆的更广泛的非世袭性地主阶级”出身:153—155。
除州外，唐朝政府开始设府，行政长官即府尹。唐玄宗时设置的道，长官即採訪處置使。后又设置节度使和经略使。形成三级地方政府架构。此时，县的行政长官统一称县令:35。到唐朝后期，节度使统领的方镇制形成。方镇的行政建制和长官职称时有变化。当代研究总结其基本性持为道（镇）一级军政长官，兼大州刺史，统领数州:34，
元朝时，设置四级地方政权，即行中书省（简称省）、路、州、县。行中书省的长官称丞相、平章、左丞、右丞、参政等。其下设总管府，设达鲁花赤、总管各一员。路下设府或州，用以统辖县。府的行政长官称知府，州称州尹，县称县尹:35—36。
明朝的一级行政区中，除北直隶、南直隶外，设置十三个承宣布政使司，习惯上，依元朝的行中书省称行省、省。承宣布政使司的行政长官为两人，即左布政使、右布政使。省之下为府，行政长官称知府，独首都所在的順天府、应天府称府尹。直隸州和散州的行政长官均称知州、县的行政长官称知县:36。
清朝的一级行政区仍称承宣布政使司，习惯称省。承宣布政使司的长官为巡撫。布政使、按察使分管钱粮、刑政，别称藩台、臬台。府、州、县建制与行政长官职称沿用明代制度。清廷在省和府之间又设道。一种监察区，一种是督粮、盐法机构，长官称道員:36。
民国初年，北洋政府废府州厅改县，设立省、县两级地方政府架构。县的行政长官初称县知事，后称县长。省的行政长官初称民政長。1914年，民政长改称为巡按使。1916年，改称省长。在民國軍閥割據的背景下，一省之内的军事长官掌握行政，其职称有都督、督军、督理等:36。1920年代开始，市逐步成为正式行政区单位，行政长官即是市长。1926年至1928年，國民政府通过北伐于名义上完成中国统一。各地新设省政府，行政长官即是省政府主席，简称省主席。1932年起，国民政府又在省、县之间设立行政督察區，长官即行政督察专员。
中华人民共和国行政区划承接自中華民國行政區劃，亦有自己的发展。各级行政区的行政长官职称多有变化。文革时期，各级人民政府改称革命委员会，行政长官由此称主任，文革结束后，恢复人民政府设置。各级行政长官依次是省长（直辖市市长）、地级市市长、县长（县级市市长、区长）、乡长（镇长）。少量存在的行政单位——地区，设置地区行政公署，长官称专员。与乡镇平级的街道办事处是上级政府派出机构，长官称主任。
从省长至乡长的各级地方行政首长，由地方各级人民代表大会通过差额选举产生。地方各级人民代表大会在一定条件下，可提出本级人民政府行政首长的罢免案:61。在中国共产党一党专政的背景下，地方行政首长需坚持“党的领导”:57。

#### 香港和澳門
在中華人民共和國先後於1997年和1999年對香港和澳門恢復行使主權後，兩地成為中華人民共和國的特別行政區，其首長的正式稱呼即為「行政長官」，並出現在兩地的基本法中。

### 欧洲
大多数欧洲国家的地方行政首长由选举产生，经直接选举或間接選舉产生。或由议会任命:60—61。

### 美国
美國行政區劃大体可分为州、县、镇区三层。州是联邦主体，本身有“准国家”性质。在法律上，各级行政区政府相互独立，无隶属关系，拥有独立的人事、财政权。各地方行政首长多由选举产生，只对本地居民负责，不听命于上级行政区政府。大多数的市长由本地居民直接选举产生:60。

## 中文翻译
不同语言中的各国地方行政首长职衔不一。中文翻译时，对不同职衔或按性质使用同一中文名，或同一外文职衔按性质使用不同中文名。如明清时，中国一级行政区名义上最高行政官员——总督被用以翻译外国一级行政区行政首长的职称——Rector provinciae、Governor。美国一级行政区——州的行政长官“Governor”翻译为州長。马来西亚的州元首亦翻译为州长。西方国家的城市、市镇最高行政首长的职衔通常翻译为市长，对应的不同词汇有英語：，法语：，德语：，荷兰语：:58。